# Ebogo (Sa'a)
Pour les articles homonymes, voir Ebogo.
Ebogo est un petit village-rue situé dans la région du Centre du Cameroun à 50 km de Yaoundé. Il dépend du département de la Lékié et de l'arrondissement (commune) de Sa'a (121,80 km2), ville créée par arrêté no 537 du 17 août 1952 du Haut commissaire de la République française au Cameroun, André Soucadaux. Le village est essentiellement agricole et le paysage qui y domine est la forêt dense (fournissant du bois précieux) trouée par des plantations de cacao, d'arachides, de bananes et de manioc.

## Géographie

### Localisation

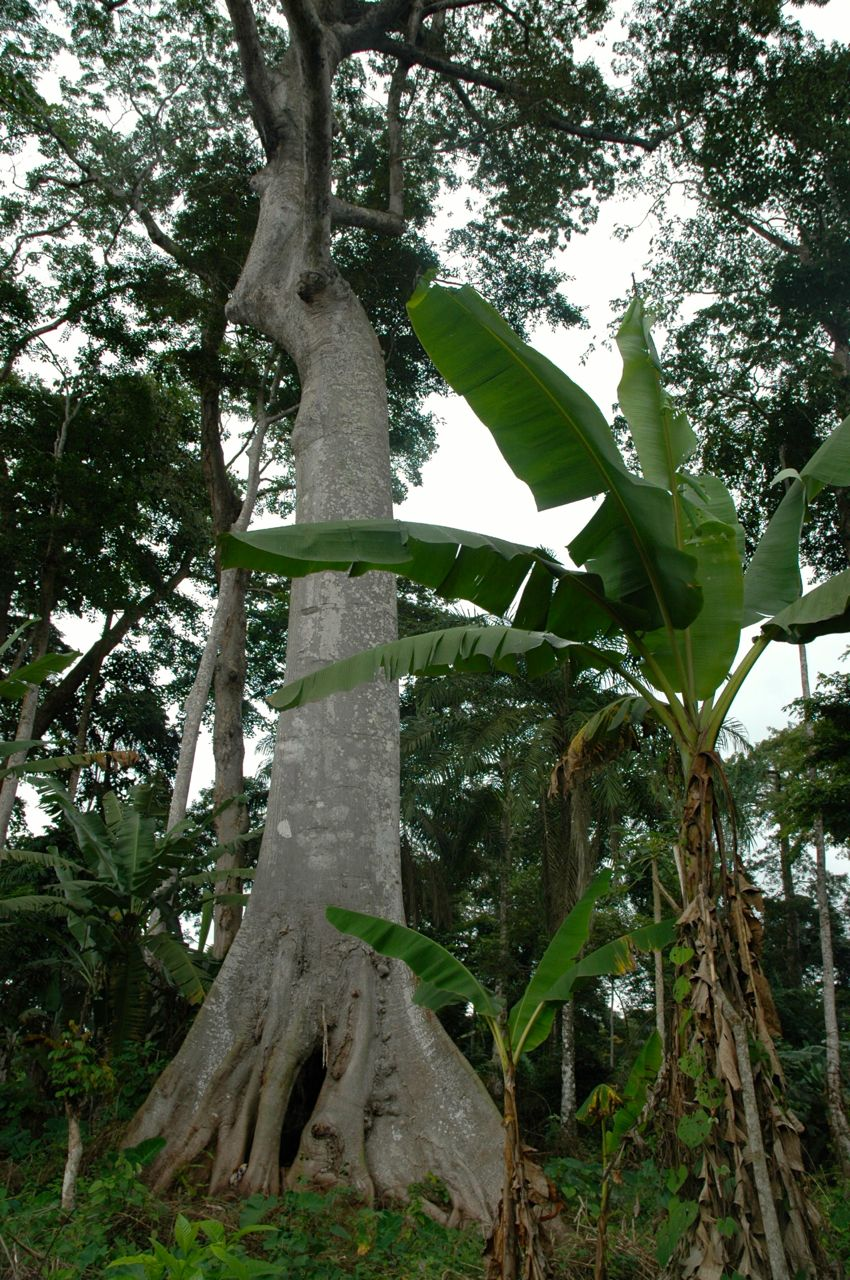
Paysage à Ebogo.

Ebogo est un village du département de la Lékié, logé entre le 35° 19' 20" de latitude N et du 11° 25' 0" de longitude E. Il est situé sur l'axe Ezezang-Sa'a et est limité par les villages Manelone, Nkol owono et Abang zinga.

### Climat
Le climat qui règne à Ebogo est de type équatorial. Il est caractérisé par l'abondance des pluies et l'existence de quatre saisons : deux saisons sèches et deux saisons pluvieuses. La grande saison de pluie va de septembre à novembre. Elle est marquée par des pluies abondantes et durables. La grande saison sèche dure généralement trois mois, de décembre à mars. Au cours de cette période, le ciel est de plomb, la chaleur augmente et devient étouffante aux mois de février et mars. La petite saison de pluies qui commence en mars se termine en juin. Les pluies sont peu abondantes et brèves. La petite saison sèche va de mi-juin au début août. Elle est caractérisée par un ciel généralement couvert et un temps frais. La température moyenne annuelle à Ebogo est de 24,3 °C. Avec une température moyenne de 25,5 °C,le mois de février est le plus chaud de l'année. Le mois le plus froid de l'année est celui d'août avec une température de 22,8 °C.

### Végétation
La végétation qui règne dans le coin est la forêt dense, qui fournit des essences précieuses ; elle est trouée de plantations de cacao, principale ressource du village, de bananes, d'arachides, de maniocs, etc. Le sol est ferralitique et est favorable à l'agriculture.

## Histoire
Les habitants de Ebogo sont appelés les Mvog-Ambassa 1er et font partie de la grande famille Mendoum. Selon la tradition orale, leur ancêtre serait Longo, un pêcheur de la tribu Yambassa. Tout commence après la traversée du fleuve Sanaga. Longo est le fondateur de l'ethnie Mendoum dont Ebogo fait partie. Cet homme pêchait à la nasse dans une petite rivière près de la Sanaga. Avec le poisson obtenu, il faisait du troc contre des poules car il n'y avait pas de monnaie à l'époque. Il échangeait ensuite ces poules contre une chèvre. Quand il eut obtenu un nombre important de chèvres, il se serait rendu à Mvele où il épousa une fille Ewondo (kólò) avec qui il a eu un enfant nommé Ndouma, d'où le nom de ae tribu, Mendoum, en hommage à sa nasse qui lui servait d'instrument de pêche et qui lui avait tout donné. Ndouma signifie « nasse » en langue Manguissa (et en Eton aussi) et Longo répétait souvent « sans ma nasse aurais-je eu une femme ? ».
Après avoir grandi, Ndouma se maria avec la jeune Mani Ngani avec qui il fit quatre enfants, trois garçons et une fille, du nom de Essimi Mani, Engomo Mani, Nomo Mani et Tsono Mani.
La fille, du nom de Tsono Mani se maria plus tard avec Zogo Abena, un Mvog-Ambassa 1er et eut un enfant nommé Ambassa Tsono (d'où le nom de Mvog-Ambassa 1er porté par les habitants de Ebogo). Quelques années plus tard, Zogo Abena revint vivre dans son village avec sa femme et son fils car il ne voulait pas que son fils grandisse dans un environnement qui ne lui était pas familier, hors du village de son père.
Quand Ambassa Tsono est revenu, il s'est marié et a eu trois enfants dont Ambassa 1er, Elomo Belibi et Mvogo Mala. Elomo Belibi et Mvogo Mala se sont rendus  respectivement au Sud et au Littoral pour fonder leur propre famille car l'espace était insuffisant pour accueillir toute la descendance. Ambassa 1er est resté et a eu plusieurs enfants dont Ambassa Lebogo. Ce dernier a aussi eu plusieurs enfants dont Manga Embolo.
Après la mort de leur père Ambassa Lebogo, Manga Embolo et ses frères décidèrent de se déplacer jusqu'au moment où ils arrivèrent à l'actuel Ebogo. Manga Embolo décida de rester mais ses frères quant à eux décidèrent de s'en aller. Il fit ensuite la guerre contre les clans Abam et les Meyembassa pour agrandir son territoire. Quand il réussit à les vaincre, il se lança dans d'autres conquêtes mais rencontra le chef des Mendoum Tsogo Assené avec qui il fit équipe mais ils seront stoppés par  Noah Ayina, un autre chef. Ils feront la guerre pendant plusieurs années mais les colons français viendront mettre fin à cette guerre.
En résumé, le fondateur des Mendoum est Longo, celui des Mvog-Ambassa 1er est Ambassa Tsono et Manga Embolo est celui qui a créé le village Ebogo.

## Administration politique
Le village Ebogo possède une chefferie de 3e degré. Autour du Nkunkuma (appellation du chef traditionnel dans les villages du Centre Cameroun) gravitent six notables tous représentant les différents clans présent dans le village et un secrétaire. Le chef actuel de Ebogo est Olomo Bineli, ses notables sont actuellement au nombre de cinq (Essomba Lambert, Touna Ambassa , Zogo Isidore, Ambassa Anada, Jean Abega Christophe) car l'un est décédé et les autorités compétentes ne lui ont pas encore trouvé un remplaçant et son secrétaire est son fils Manga Ississo Ciriac. Le chef à Ebogo n'a pas vraiment une grande influence sur les habitants du village comme c'est le cas dans ceux de l'Ouest et du Nord Cameroun, mais il joue néanmoins le rôle de juridiction de premier degré à travers le tribunal coutumier dans certains domaines reconnu par la loi (mariage, litiges fonciers, sorcellerie). Il assure la cohésion des familles dans le village. Pour porter plainte à la chefferie de Ebogo vous devez vous prémunir d'une somme de 500 F CFA. Les jugements se font chaque mercredi et les deux parties doivent apporter chacune quatre bouteilles de bières et cinq litres de vin de palme. Si une partie déroge à règle, le jugement est reporté jusqu'à ce que cette règle soit respectée. Il est à noter que le choix du chef dans le village, contrairement à l'ouest qui est héréditaire, est semi-démocratique, les hommes seul ont encore le droit de le choisir. Mais des associations sont en train de mettre en place plusieurs mécanismes pour que cette situation change. Le chemin reste encore long à parcourir (Notons que les femmes représentaient 52,02 % de la population de Ebogo, ce qui fait logiquement un potentiel de vote très important si elles étaient considérées).
Le seul parti politique représenté dans le village est le RDPC de Paul Biya.

## Milieu humain et l'habitat
Lors du recensement général de la population et de l'habitat du Cameroun en 2005, la population du village Ebogo était estimée à 915 habitants, dont 439 hommes (47,98 %) et 476 femmes (52,02 %) On rencontre principalement les Manguissas et les Étons  qui constituent environ 90 % de la population. Le reste de la population est constitué des peuples des autres régions du Cameroun, venus pour des raisons diverses. L'habitat à Ebogo est globalement groupé. Le village est linéaire et les maisons sont disposées le long de la voie de communication qui relie Ezezang à Sa'a. Ces maisons sont de forme rectangulaire. Les murs sont faits généralement de piquets et bambous qui forment un treillis  comblé par la boue appelée poto-poto. Les plus riches du village ont des maisons construites avec des matériaux durables.

## Vie économique

### Agriculture et élevage

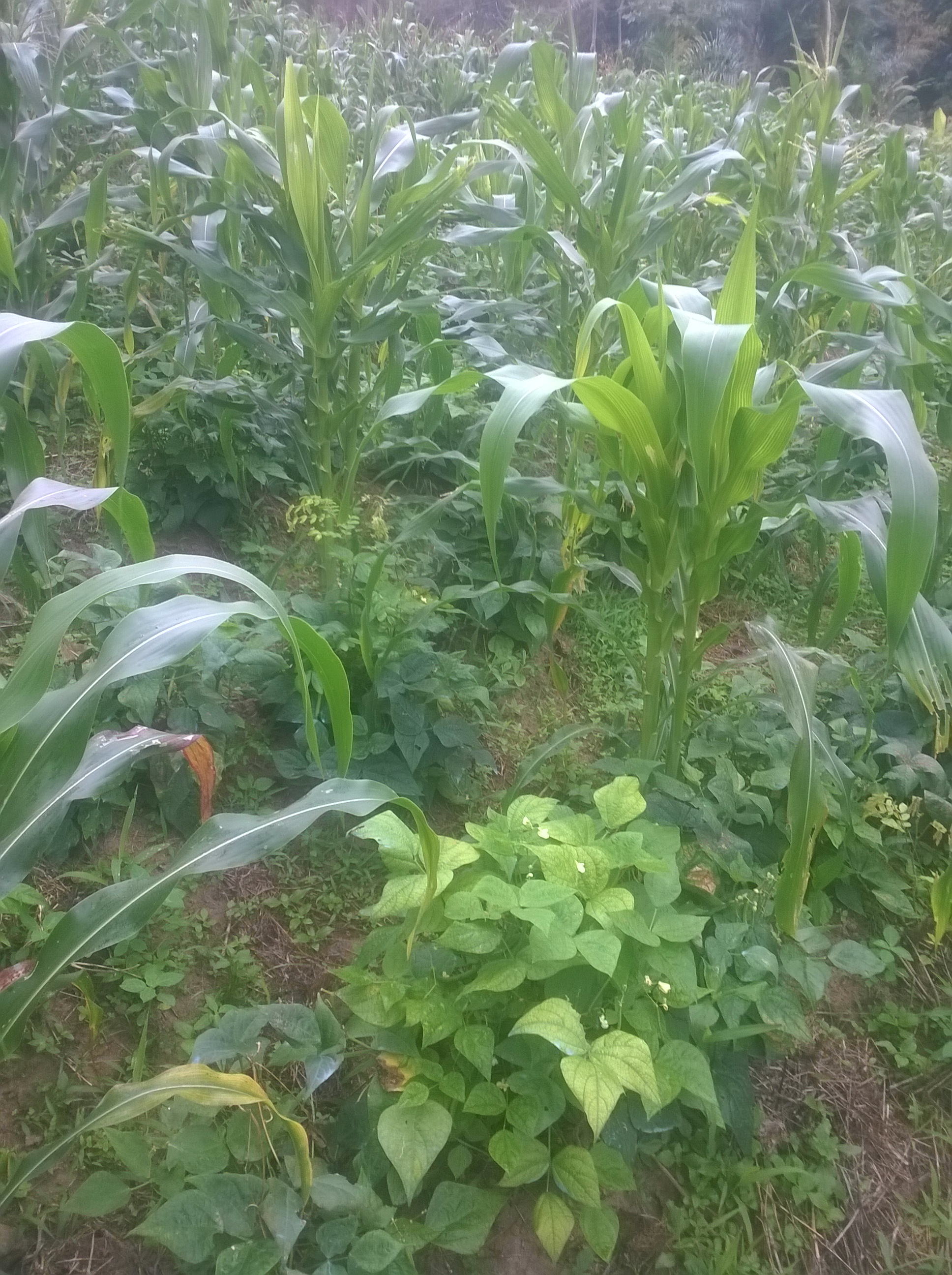
Polyculture : maïs et haricot vert

L'agriculture est la première activité génératrice de revenu à Ebogo. Elle est caractérisée par le grand nombre de personnes qu'elle concerne (environ 90 % de la population active), par le caractère extensif qu'elle revêt cependant (en rapport avec l'abondance des surfaces disponibles et l'importance de la population à nourrir) et par la polyculture liée à celle des grandes propriétés. Ce village, considéré comme l'un des plus agricoles de la commune de Sa'a pratique deux types d'agricultures mais d'inégale importance.
L'agriculture traditionnelle utilise comme technique culturale l'agriculture itinérante sur brûlis. Les cultures vivrières de la zone sont le manioc, l'arachide, la banane plantain, le maïs, les oignons, le macabo, l'igname, les légumes et les fruits. Les seules cultures de rentes disponibles dans le village sont  le cacao et l'huile de palme.
À Ebogo, l'élevage du petit bétail et de la volaille prédomine. Il dépend étroitement du milieu naturel. La forêt dense qui y règne est pauvre en herbes nécessaires à l'alimentation du bétail. Il n'est généralement pas nourri. Il est laissé en divagation dans le village et cherche lui-même sa nourriture. Pendant la saison des cultures (d'avril à juillet), les chèvres, les moutons et les porcs perdent leur liberté. On les amène chaque matin au bout d'une corde dans les terrains en friche. Pendant toute la journée, ils restent attachés à un arbre et ne sont ramenés à l'abri que le soir. La volaille quitte chaque matin la maison pour aller chercher sa nourriture. Elle ne rentre qu'à la nuit tombée. Les paysans prennent particulièrement soin des poules et canes en ponte et de celles qui trainent leur couvée. L'élevage extensif pratiqué dans ce village donne de faibles rendements. Les bêtes ne sont prélevées du troupeau et de la basse-cour que lors des fêtes ou pour des rites traditionnels nécessitant des sacrifices.

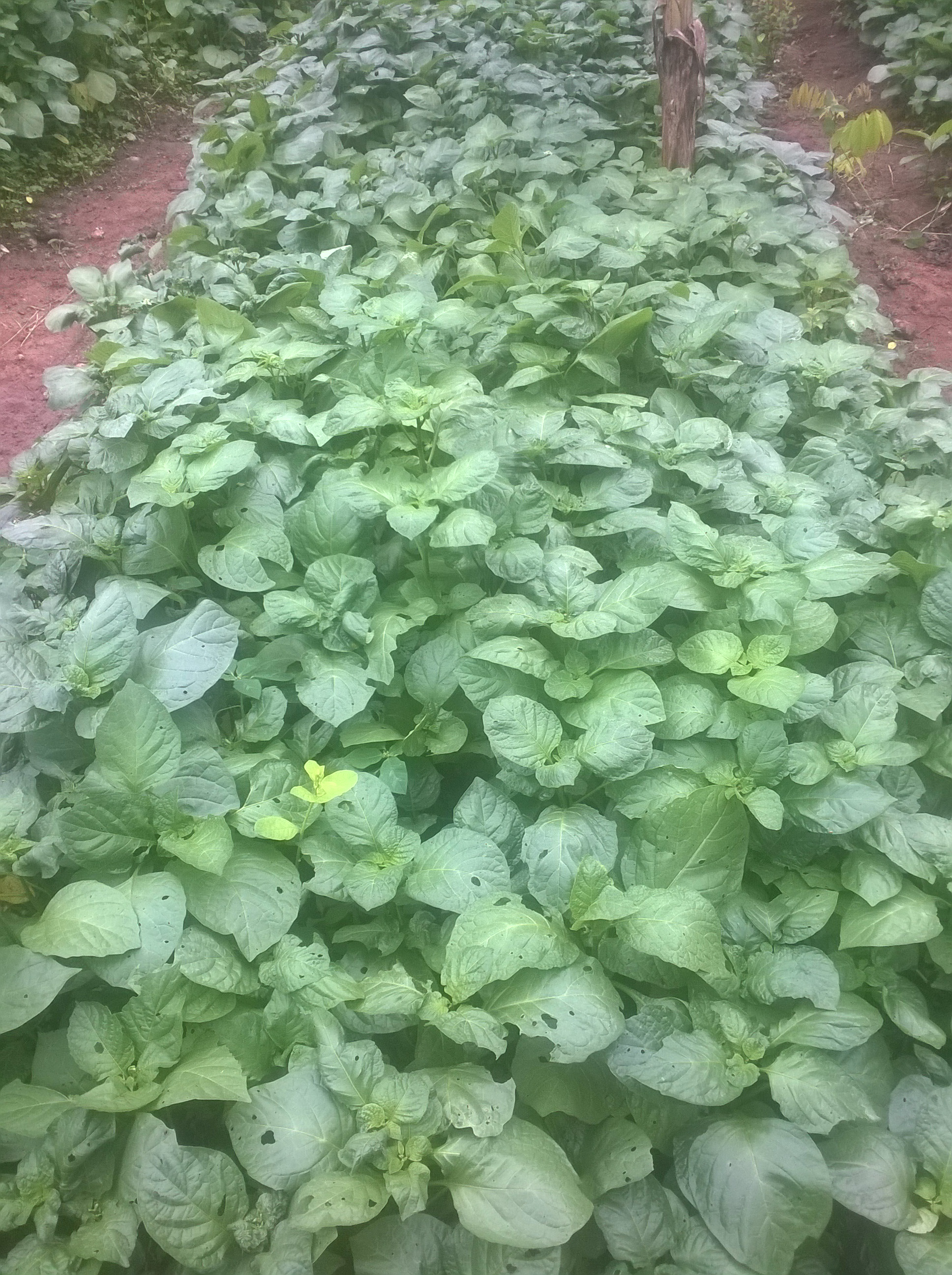
Légumes
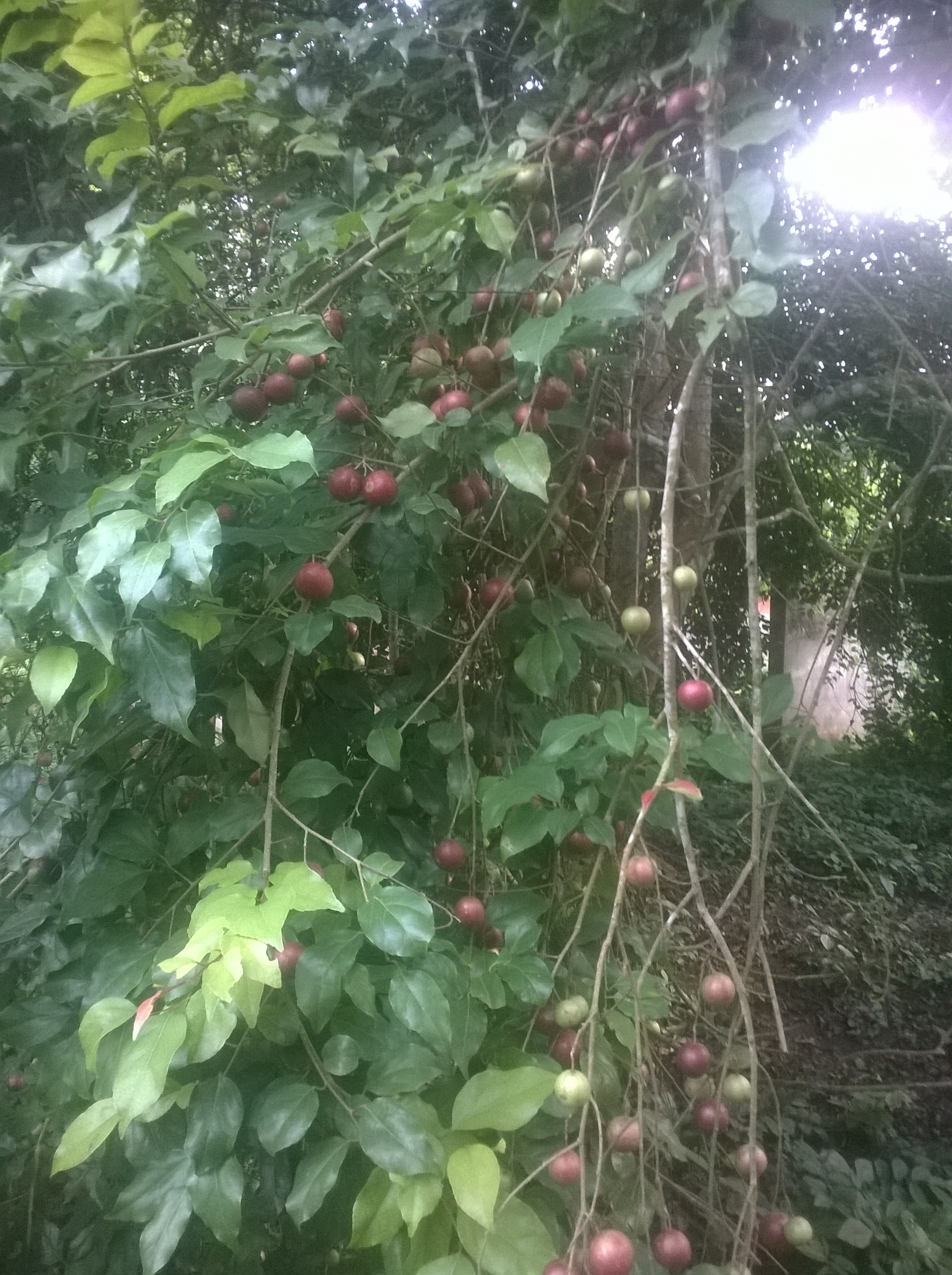
Cerisier
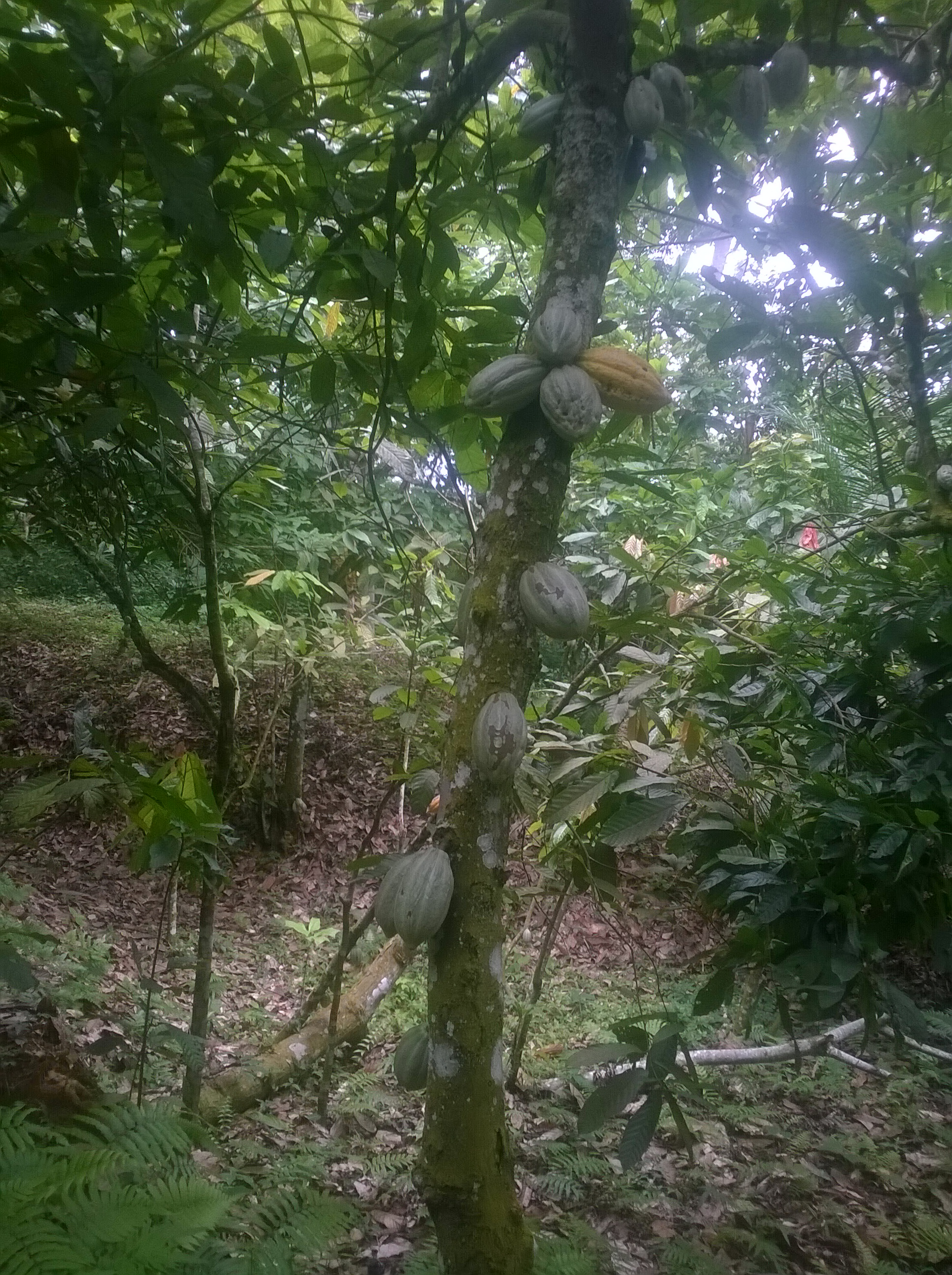
Cacaoyère
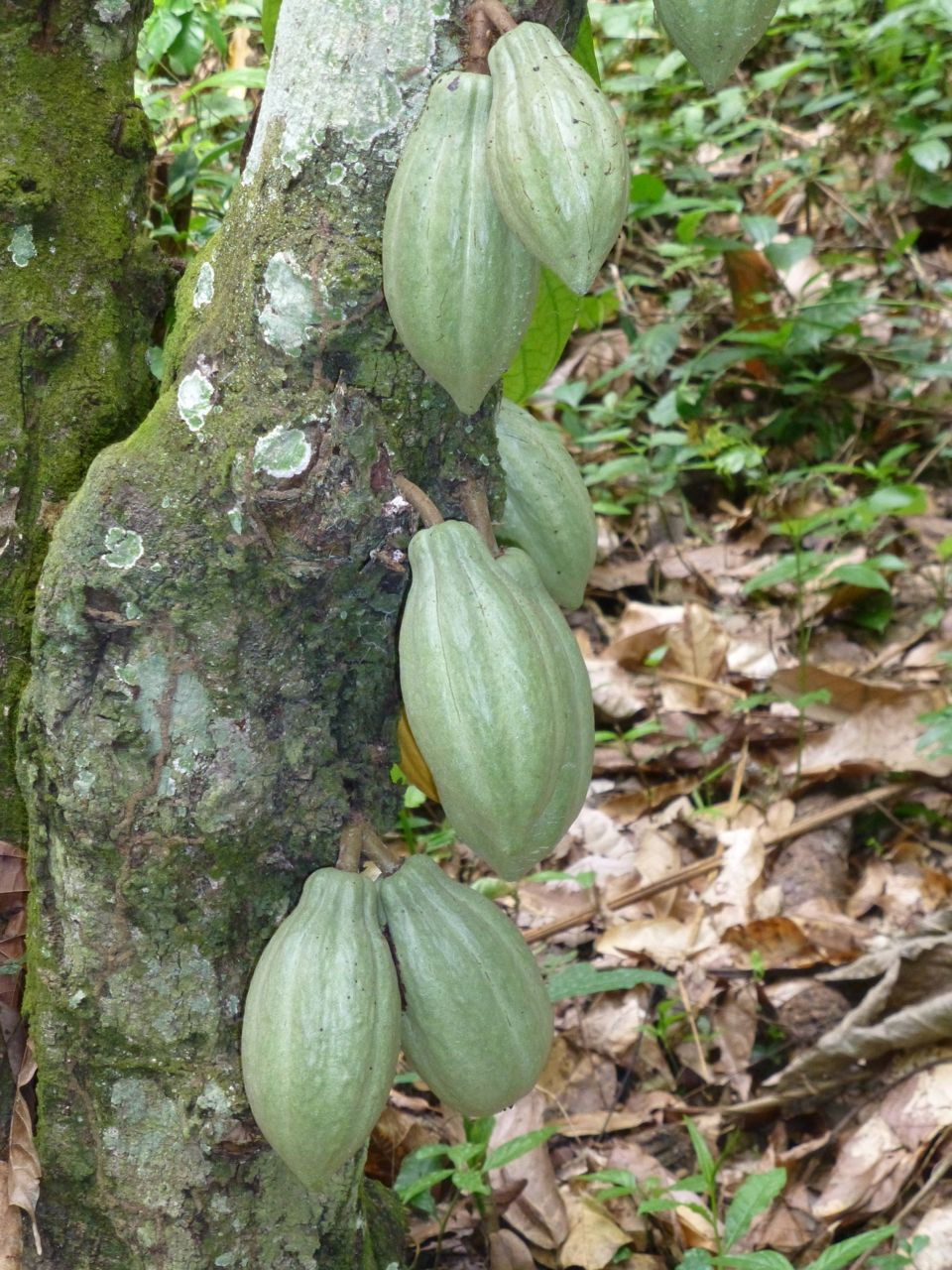
Cacaoyer
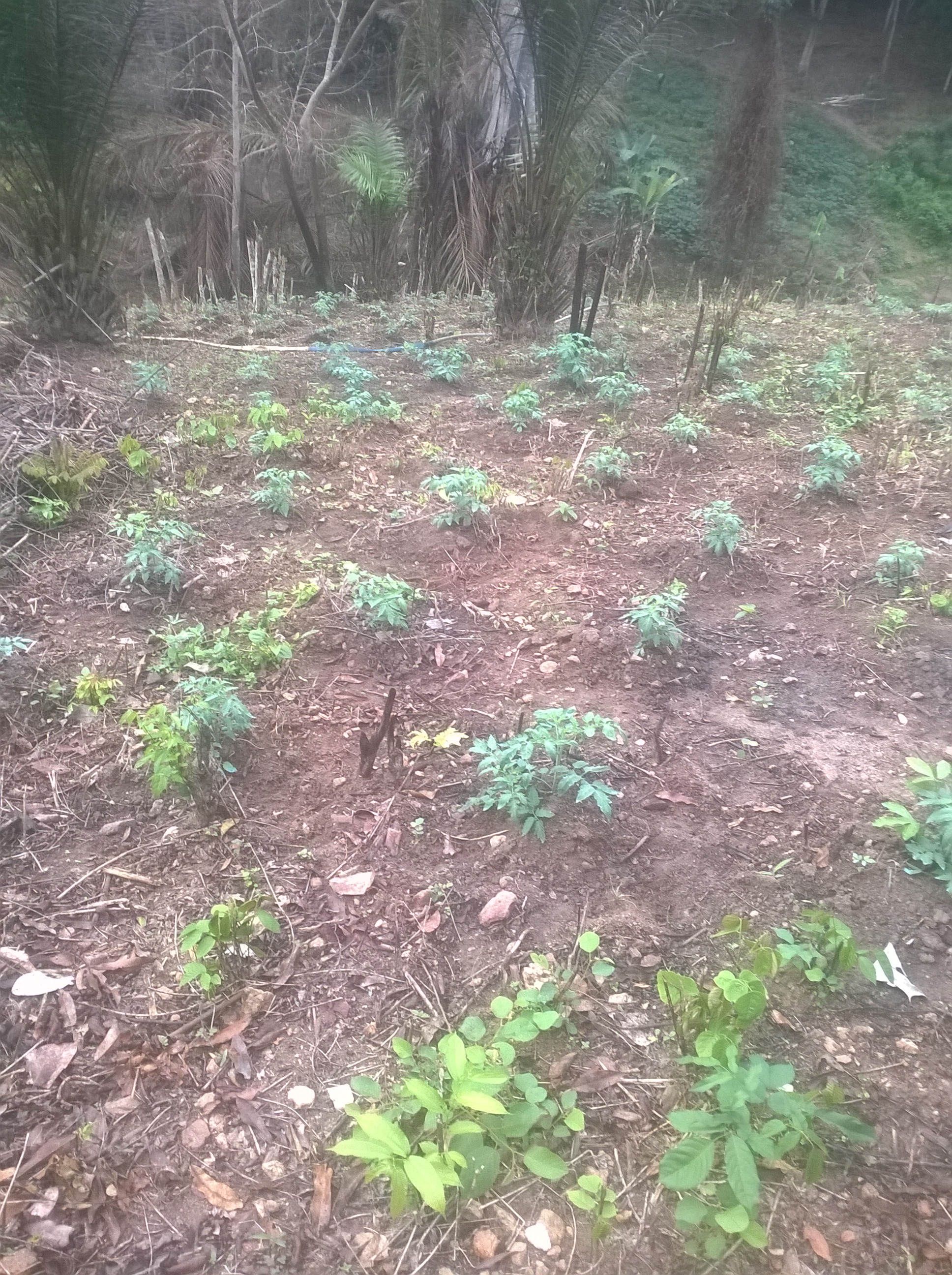
Champ de tomate
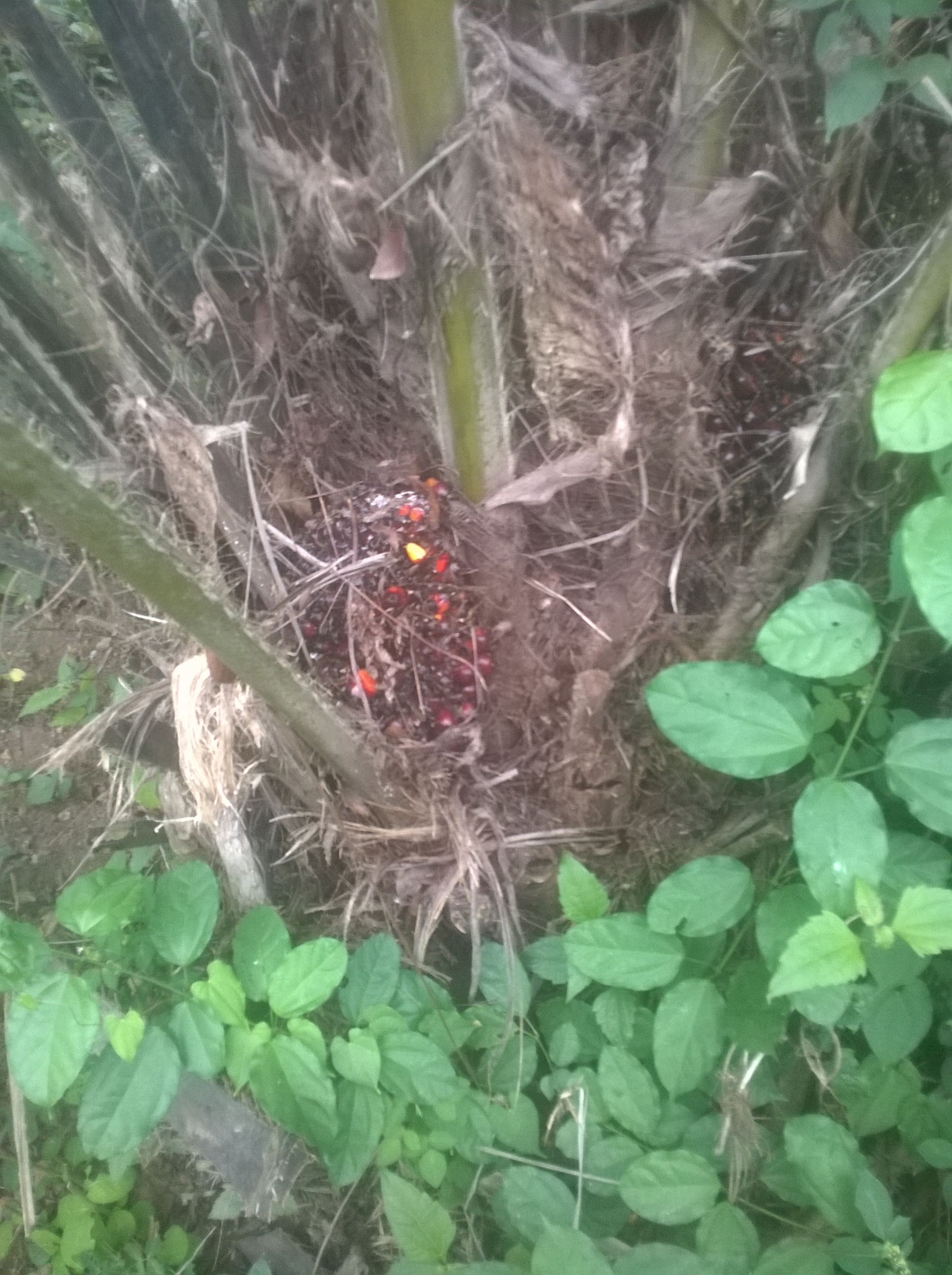
Palmier à huile
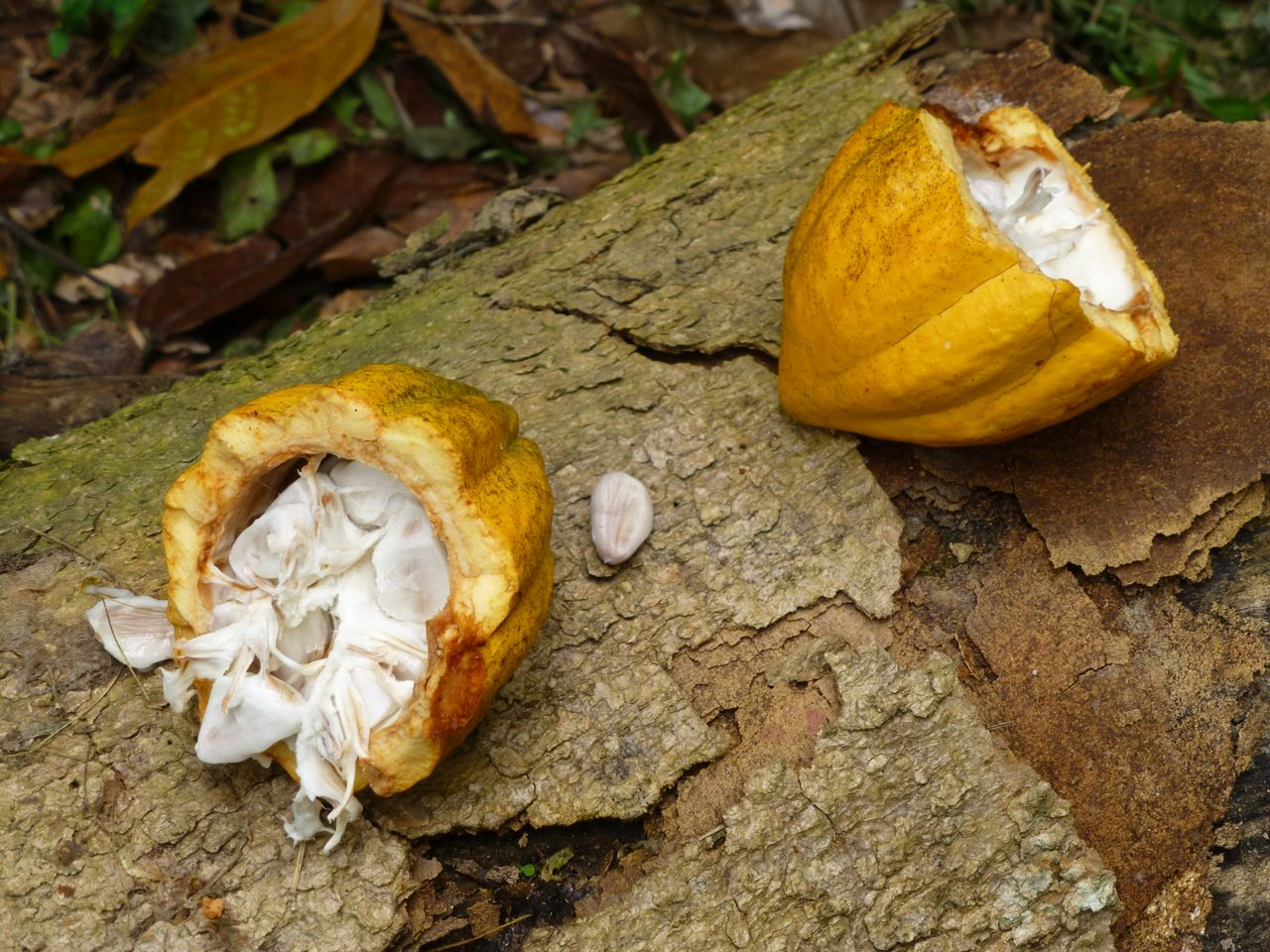
Fèves de cacao
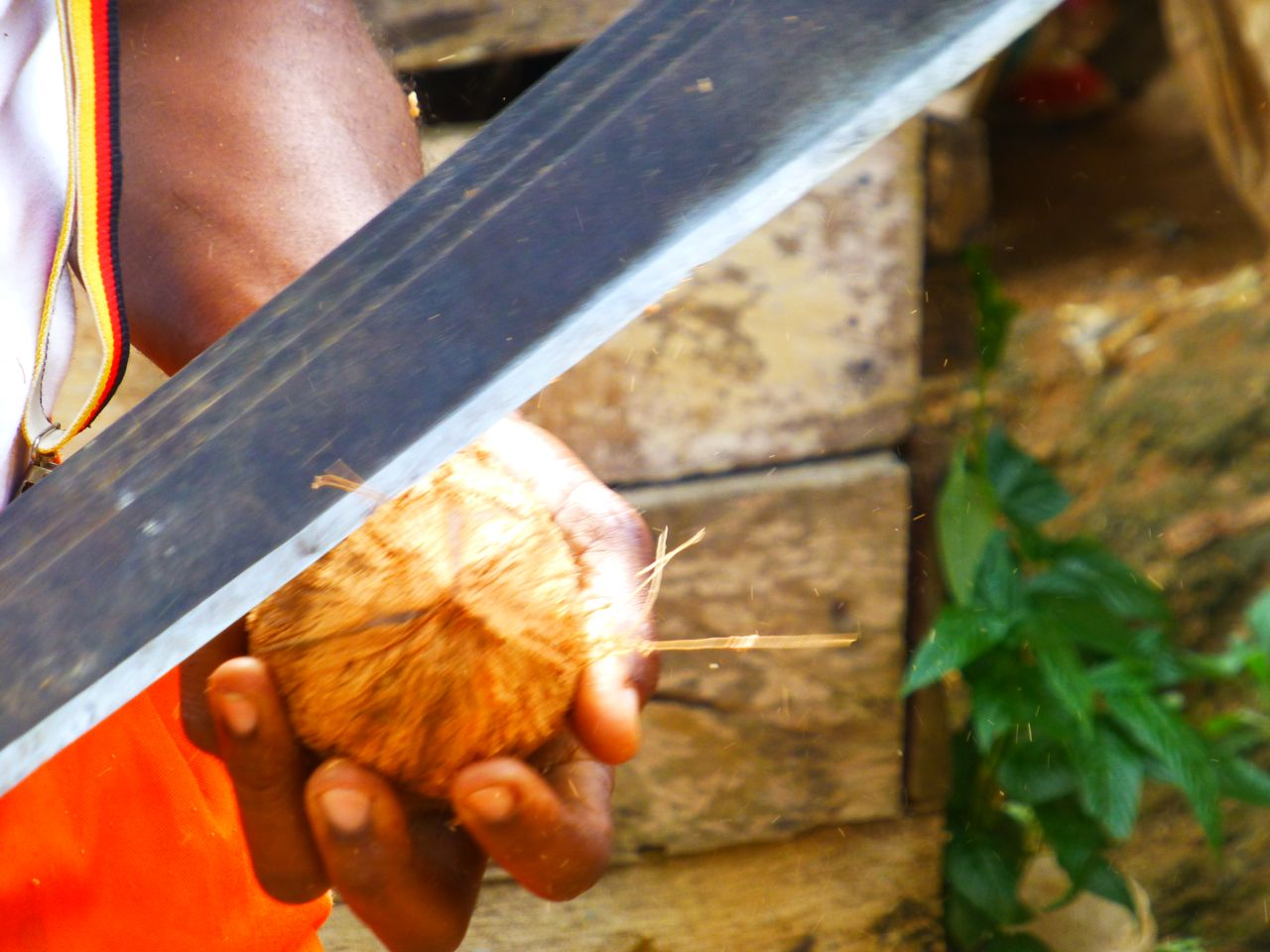
Noix de coco

### Pêche et chasse
La pêche est une activité marginale et même artisanale dans le village. Elle ne se pratique que dans quelques petites rivières locales et dans des lacs artificiels, faute d'existence de véritables cours d'eau. Ce sont les femmes qui pratiquent le plus cette activité à Ebogo, la méthode employée  par celles-ci est la pêche à la digue (ou au barrage). À la fin, le poisson pêché est distribué à toutes les familles ayant participé, il n'est pas destiné à la commercialisation.
La chasse fournit du gibier. Elle constitue une source essentielle de viande pour le village. Les chasseurs utilisent les pièges pour capturer le gibier et diverses armes dont les plus courantes sont les arcs, les flèches et les lances. Quelques particuliers possèdent aussi des fusils. Dans le village on pratique deux types de chasse. La petite chasse est pratiquée par les chasseurs isolés. La grande battue qui est généralement pratiquée de fin novembre à décembre pour les fêtes de fin d'année mobilise tous les hommes valides du village, les enfants et tous les chiens. Les chasseurs mettent le feu à la forêt pour débusquer les animaux. Les enfants par leurs cris et la meute des chiens par ses aboiements rabattent les animaux vers les hommes armés d'arcs et de flèches ou de lances, qui les abattent. Les principales espèces animales qui sont généralement chassées sont les porcs-épics, les rats palmistes, les hérissons, les sangliers, les lièvres, les biches, les vipères, les boas, etc. Il faut noter que de nos jours le gibier se fait de plus en plus rare à Ebogo. L'introduction du fusil dans la zone en est la principale cause. En effet, les chasseurs ont depuis de longues années abusé de cet outil ; ils sont à l'origine de véritables massacres, ce qui a logiquement créé un bouleversement de l'écosystème de Ebogo et a entrainé la rareté du gibier. Il faut aussi noter que cette activité a perdu de l'intensité, les villageois se concentrant maintenant plus sur l'agriculture, activité qui pourrait mieux subvenir aux besoins économiques de la population du village.

### Transport, échanges, tourisme
Le village de Ebogo est totalement désenclavé. Il est pénétré par une grande voie de communication : la voie routière. Sa position stratégique sur l'axe Ezezang-Sa'a lui permet de jouer un rôle important dans les échanges communaux et régionaux. Il est desservi par deux principales agences de transport : Confiance Express et Royal vision (celles-ci sont toutes les deux situées à Yaoundé au niveau du marché d'Etoudi et à Sa'a-centre au niveau de la gare routière).  Pour le transport local, ce sont les motos qui s'en occupent. Elles jouent un rôle important dans la localité, elles sont le plus souvent utilisées pour le transport des marchandises destinées à la vente à Sa'a-centre et au transport de personnes. Aucune ligne ferroviaire ou maritime ne passe dans le village.
L'activité touristique est presque inexistante, d'autant plus que le village n'est pas électrifié. Il ne possède pas de réels sites naturels pittoresques. Les principales attractivités du village sont son climat agréable, les fêtes traditionnelles et la cuisine, véritables richesses et mise en valeur de la culture locale.

### Petit commerce
À Ebogo, le commerce est essentiellement organisé. Il se fait en plein air sur des étalages de fortune. Le principal produit qui est vendu est le manioc. D'autres produits tels que les fruits (mangues, avocats…), légumes, céréales et les tubercules (ignames, macabo, banane-plantain…). Un marché périodique est ouvert chaque jeudi au marché de Sa'a pour permettre aux villageois de mieux écouler leurs productions.

### Artisanat

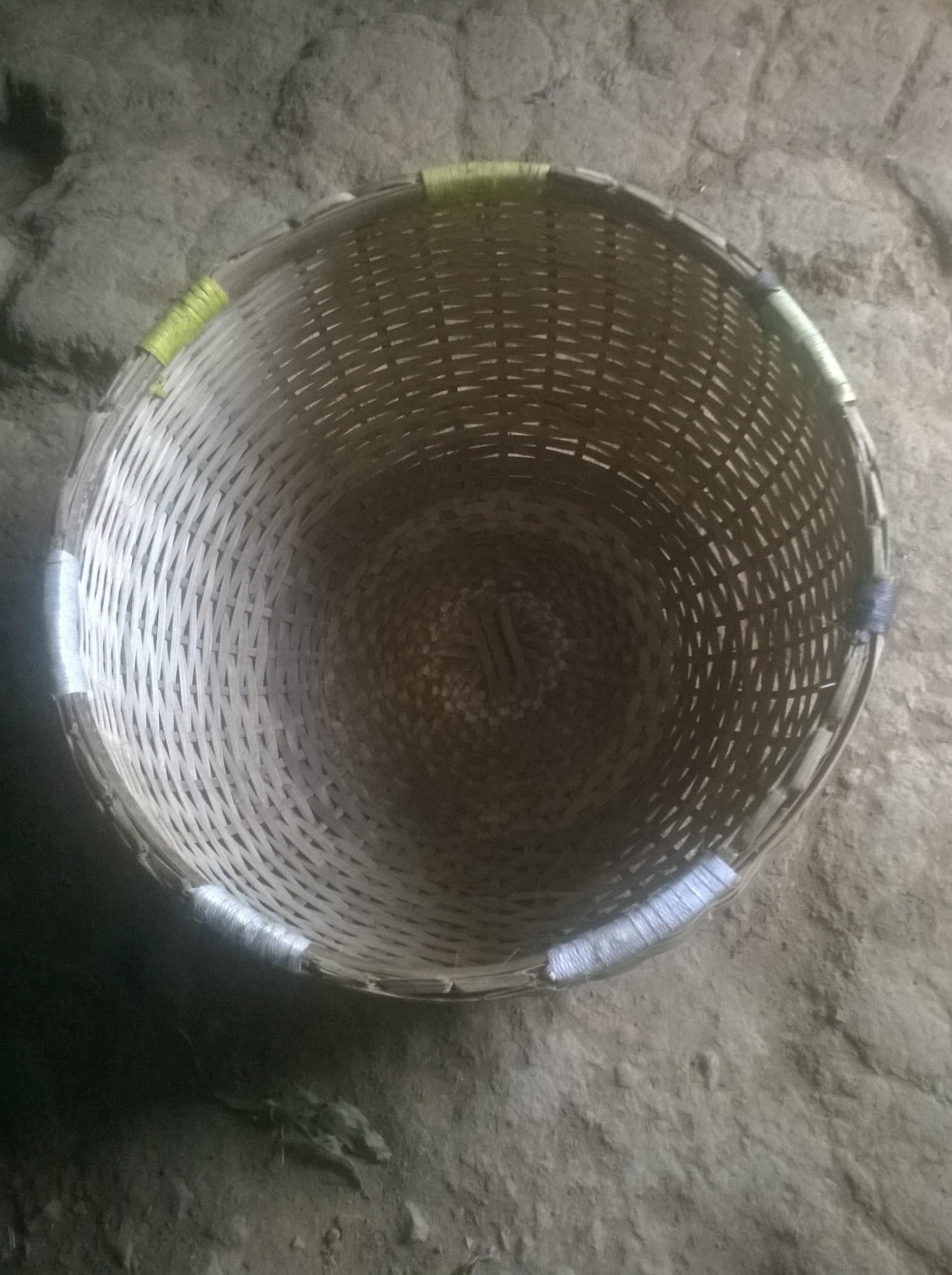
Panier en raphia

La production artisanale du village est lente et peu abondante. La branche qui est réellement développée est l'artisanat alimentaire. Les agriculteurs recourent à divers procédés pour conditionner et transformer les produits alimentaires. Le manioc, qui est la principale denrée du village est transformé en couscous, bâtons de manioc et tapioca. Les meuneries artisanales du village transforment le manioc roui et séché et le maïs en farine. Le traitement de la noix de palme et des palmistes donne l'huile. L'extraction de la sève du palmier à huile donne une boisson alcoolisée très prisée appelée vin de palme.
La vannerie, même si elle n'est pas aussi développée dans le village comme dans la majorité de ceux de l'Ouest Cameroun, comporte la confection des paniers à base de raphia (ceux-ci sont surtout utilisés pour le transport des fruits destinés à la commercialisation au marché de Sa'a ou à Yaoundé), des cajots (pour le transport de la tomate), des corbeilles, des séchoirs (pour étaler le couscous, les arachides, etc.) et la fabrication du petit mobilier (étagères, abat-jour, chaises, tables...).

## Culture
Edgar Morin disait : « la culture est un patrimoine informationnel constitué de savoir, de savoir faire, de règles, de normes propres à une société et se transmettant de génération en génération. » Si on considère dont la culture de ce point de vue, nous convenons logiquement qu'Il n'y a pas de société sans culture. Les habitants de Ebogo sont très attachés à un ensemble de valeurs matérielles et spirituelles accumulés au cours de leur histoire qui leur permettent de vivre en parfaite harmonie.

### Cuisine et boisson
On mange et on boit volontiers à Ebogo. On ne craint pas l'effort pour rendre un repas plus délectable. Le menu local est aussi riche que celui des autres villages du Cameroun. L'alimentation de base est constitué de manioc et de feuilles. On consomme entre autres du Kpwem (feuilles de manioc), du Sanga (mélange de feuilles de manioc plus le maïs avec des noix de palmes), de l'Okok, les feuilles de gombo, les feuilles de melon, le Zoom, etc. On cuisine aussi beaucoup de mets dans le village (mets de kpwem, mets d'arachide, mets de pistache…). Les escargots, les chenilles, les vipères et les sauterelles sont aussi préparés de diverses manières. Les hannetons ne représentent sûrement pas une délicatesse, mais les cuisiniers savent fort bien les accommoder de nombreuses façons : braisés, en cocotte, à la poêle, dans des mets ou dans une sauce d'arachide. Ce ver blanc est très aimé dans la localité. La principale boisson du village est le vin de palme.

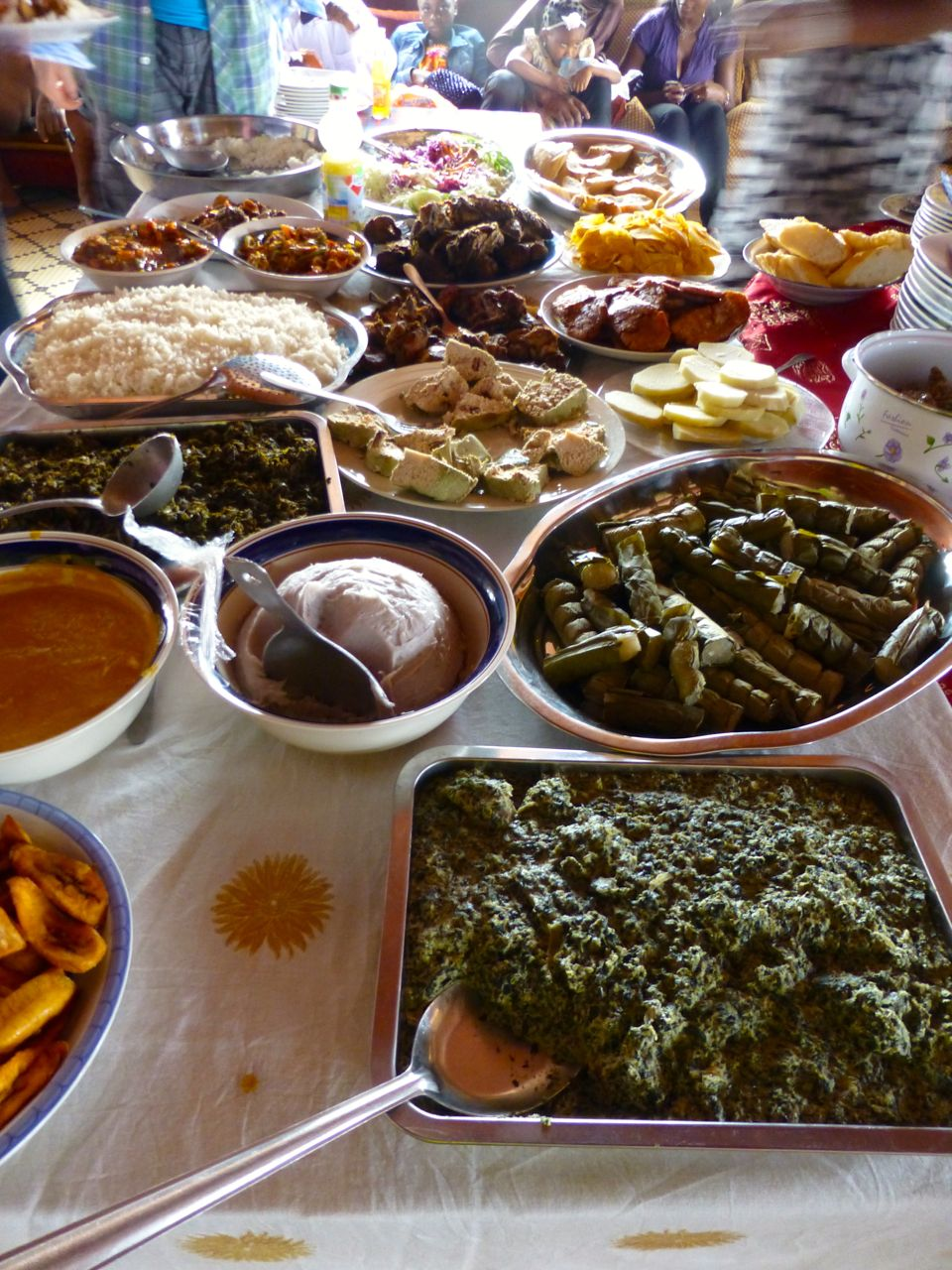
Buffet lors d'une cérémonie traditionnelle
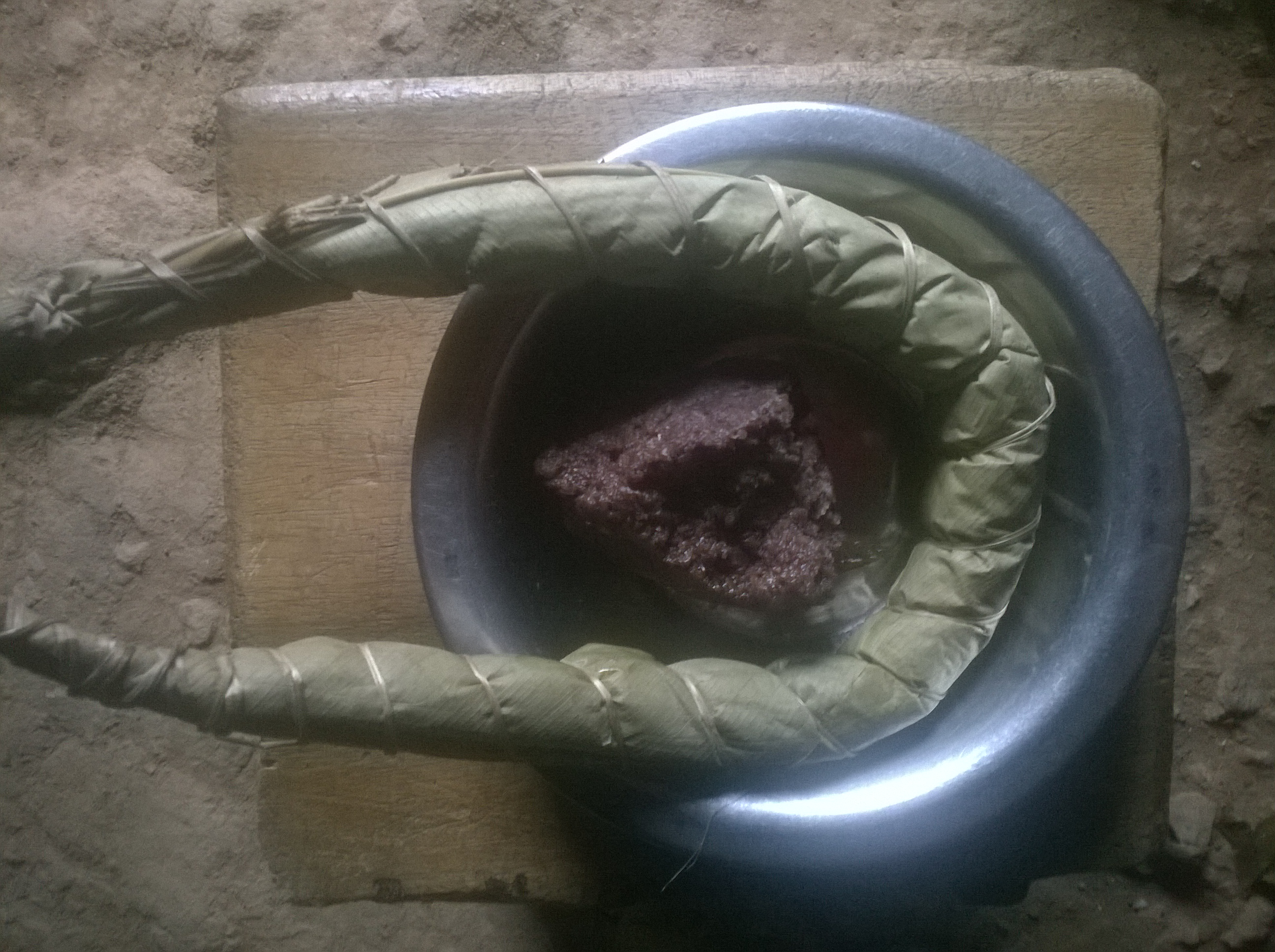
Mets d'arachide traditionnel accompagné de bâton
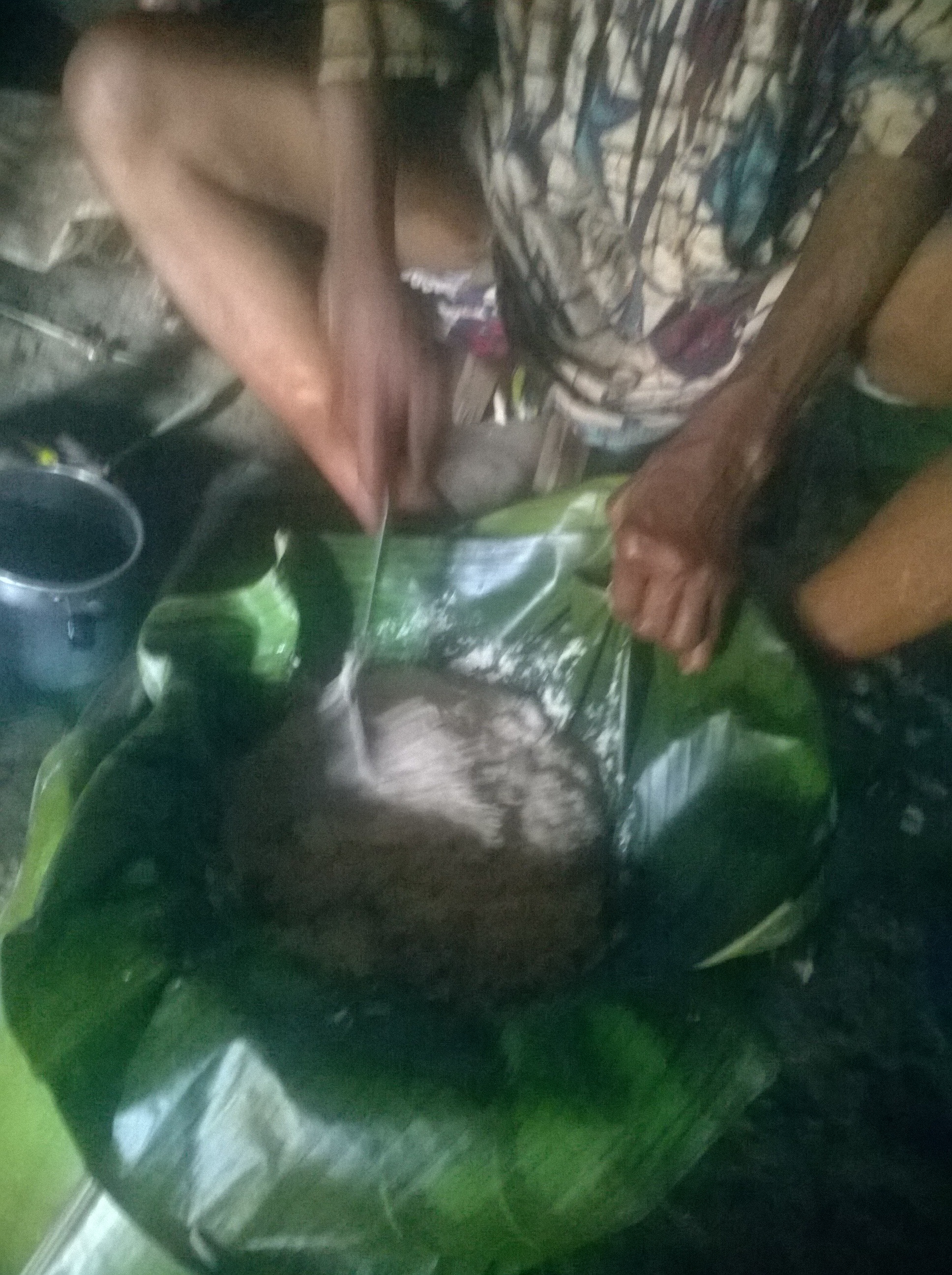
Préparation du met de pistache
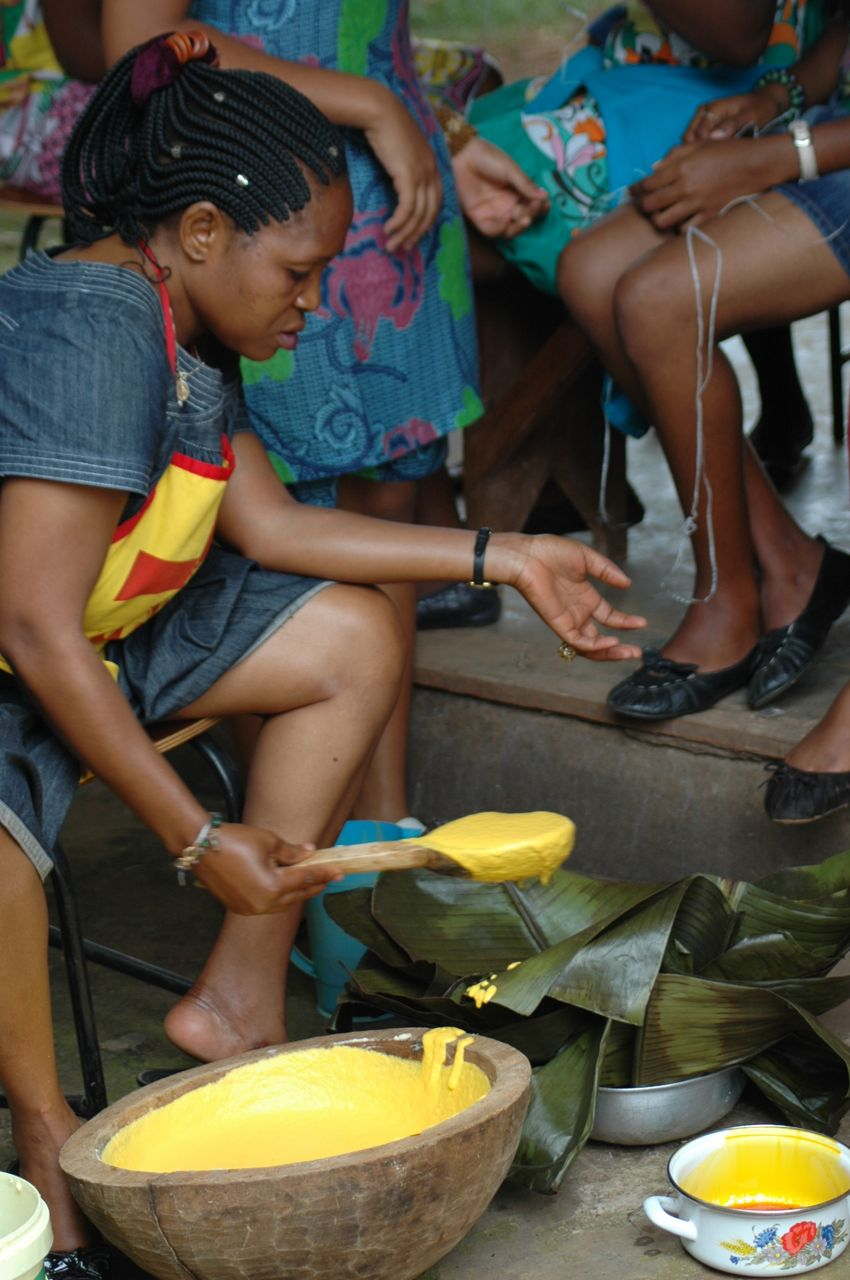
Préparation du koki (plat traditionnel)
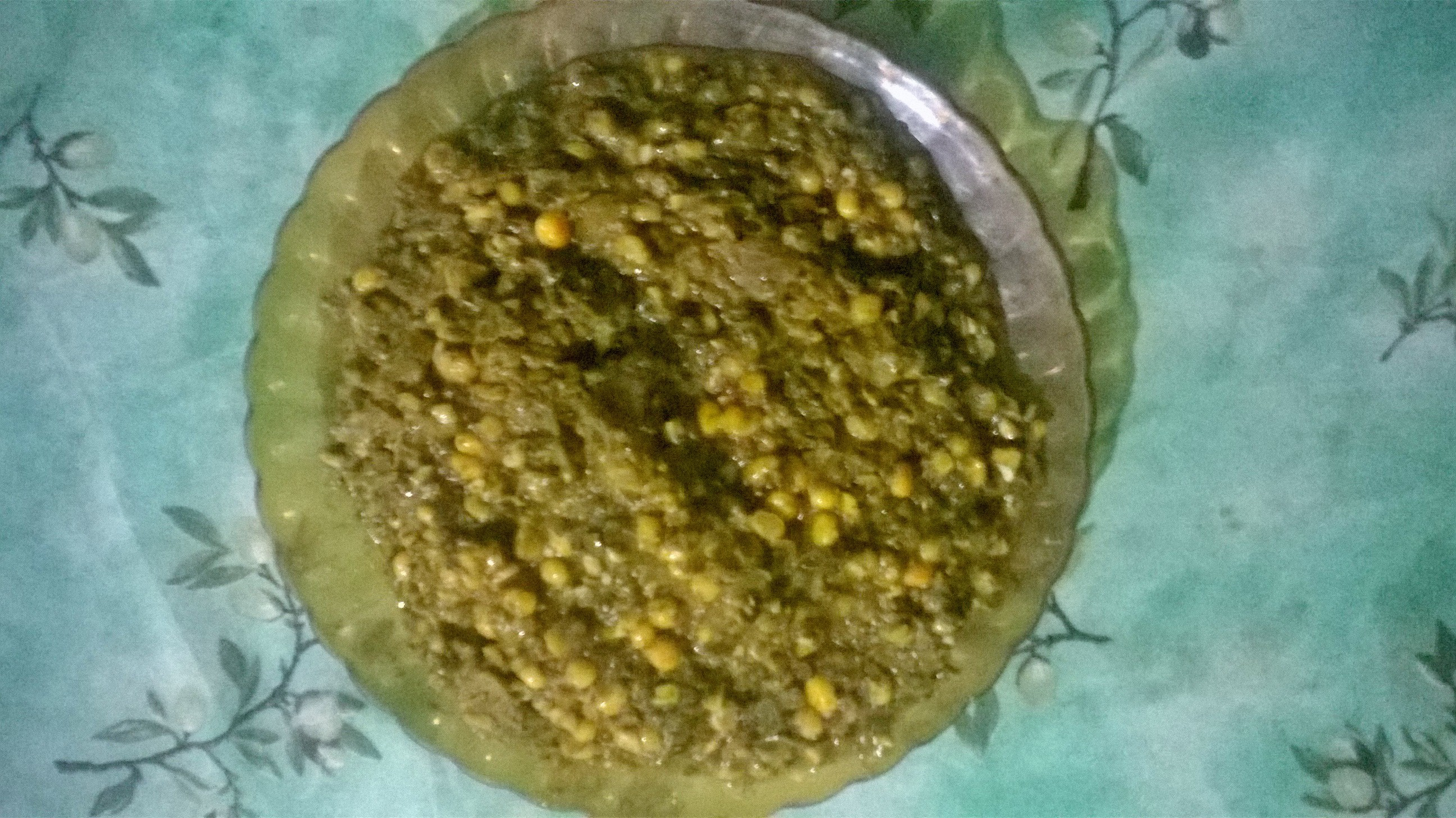
Plat de sanga

### Folklore et religion

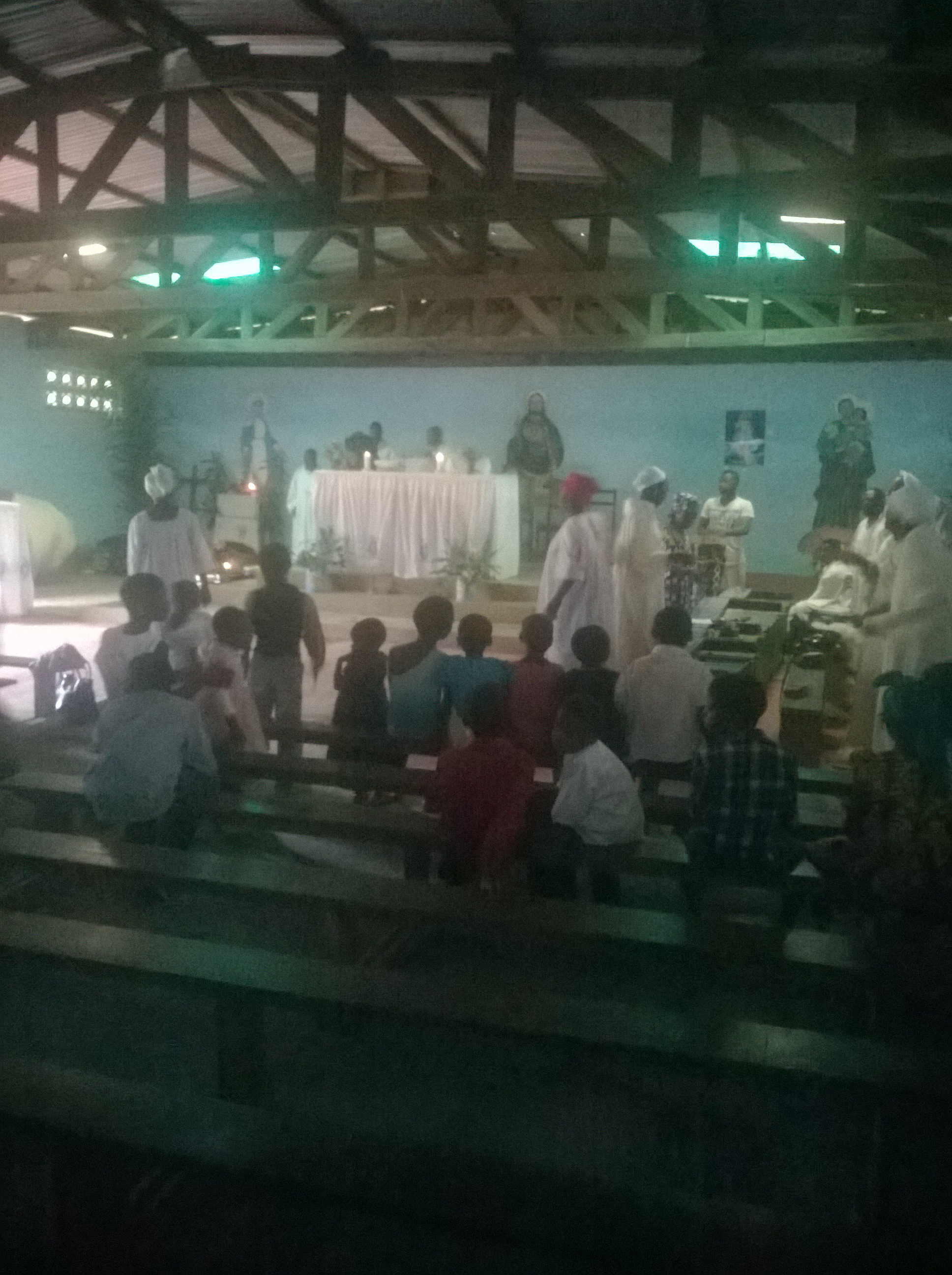
Mission catholique de Ebogo

Le folklore et la religion occupent un espace de choix et sont profondément ancrés dans la culture  locale. Le christianisme forme avec les rites les aspects les plus illustratifs de ces deux notions très importantes de la culture du village.
La religion qui domine à Ebogo est le catholicisme et le village dispose d'une mission catholique. Le culte se fait seulement une fois par semaine, le dimanche de 8 h à 9 h 30  car le prêtre de cette mission s'occupe aussi de quelques autres missions de la commune de Sa'a (mission catholique de Manelone, mission catholique de Sa'a-centre, mission catholique de Nkolngok).
Pour les rites, l'essani est certainement le rituel traditionnel le plus célèbre de la culture locale. C'est une danse traditionnelle qui s'effectue lors des deuils juste avant l'enterrement. Les personnes effectuant cette danse font plusieurs fois le tour de la maison dans laquelle le corps est installé en récitant des incantations et munies d'objets divers pendant que d'autres tapent les balafons. Elle exprime le transfert de l'esprit du défunt vers l'au-delà. Elle s'effectue dans les deuils des hommes ou dans celui des femmes  âgées. Dans celui d'une femme, ce sont les personnes de sexe féminin qui l'effectuent. La fille la moins âgée de la défunte est celle qui se tient devant le cortège muni d'un kaba (robe) de la défunte, d'un tige de bananier coupé et d'une hotte. Si elle ne possédait pas de fille, c'est sa belle-fille qui occupe cette place. Pour celui d'un homme ce sont les hommes qui s'occupent de cette tâche.

## Problèmes identifiés dans le village

### Socio-économiques
- Difficultés d’accès à l’eau potable.

- Difficultés d’accès aux soins de santé.

- Absences des infrastructures sportives.

- Difficultés d’accès aux loisirs.

- Difficultés d’accès à l’éducation...

### Économiques
- Faiblesse des revenus des populations.

- Baisse de production agricole.

- Méconnaissance des procédés de conservation des denrées alimentaires.

- Non exploitation industrielle des ressources naturelles.

- Insécurité alimentaire.

- Baisse de la fertilité des sols.

- Difficultés d’accès aux intrants agricoles.

- Encadrement agricole des populations insuffisant voir inexistant.

- Difficultés d’accès aux financements des activités agro-pastorales.

- Difficultés d’écoulement des produits agricoles.

- Insuffisance des cases communautaires dans le village.

- Faible valorisation du potentiel touristique.

- Faible développement des activités de pêche.

- Faible développement des activités d’élevage.

- Absence des structures vétérinaires…

## Adresses importantes
1. Ministère de l'administration territoriale et de la décentralisation, Po Box:MINATD Cameroun:ph, numéro:(+237)6 222 23 45 46,E-mail:minatdcm@minatd.cm.
2. Délégation départementale de la Lékié.
3. Mairie de Sa'a.
4. Chefferie de Ebogo, Mr Olomo Bineli.
5. Chef du canton de Sa'a: Zogo Abela Félix.
6. Unité pour le développement d'Elig-Zogo, Lengoung, Ovo Abang, Nkolngok, Ebogo.

## Galerie

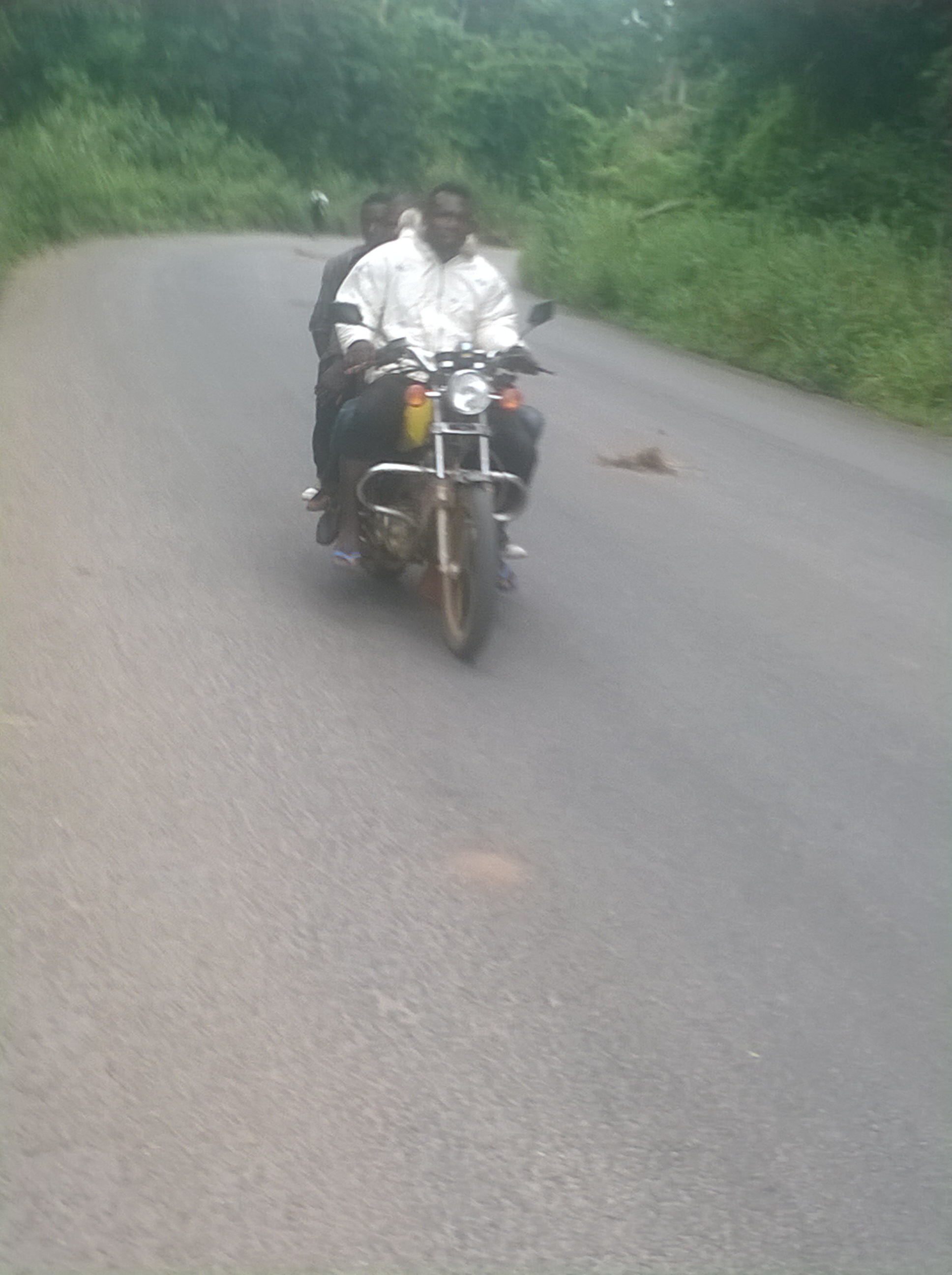
Moto-taximan
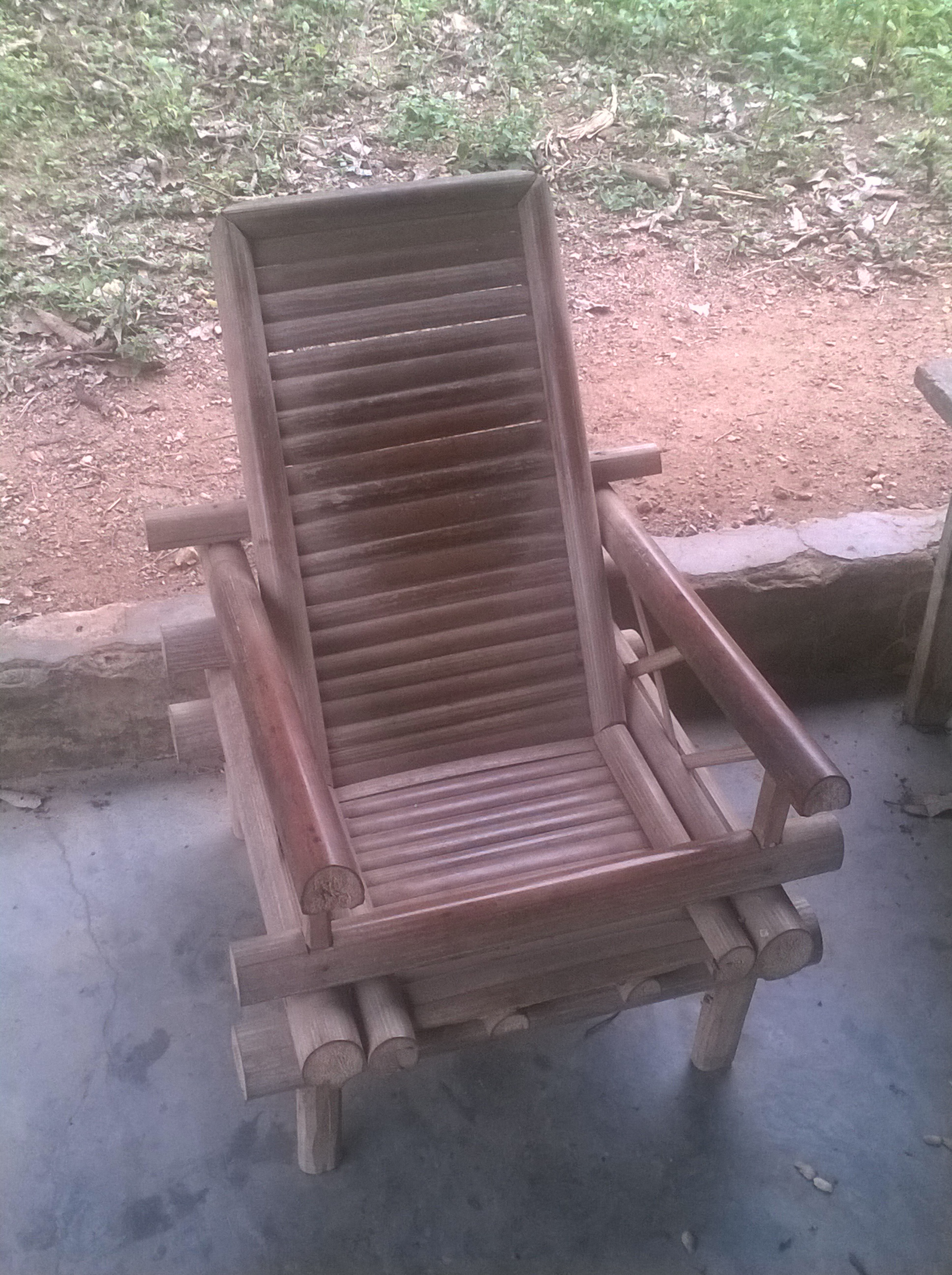
Chaise:produit de l'artisanat local
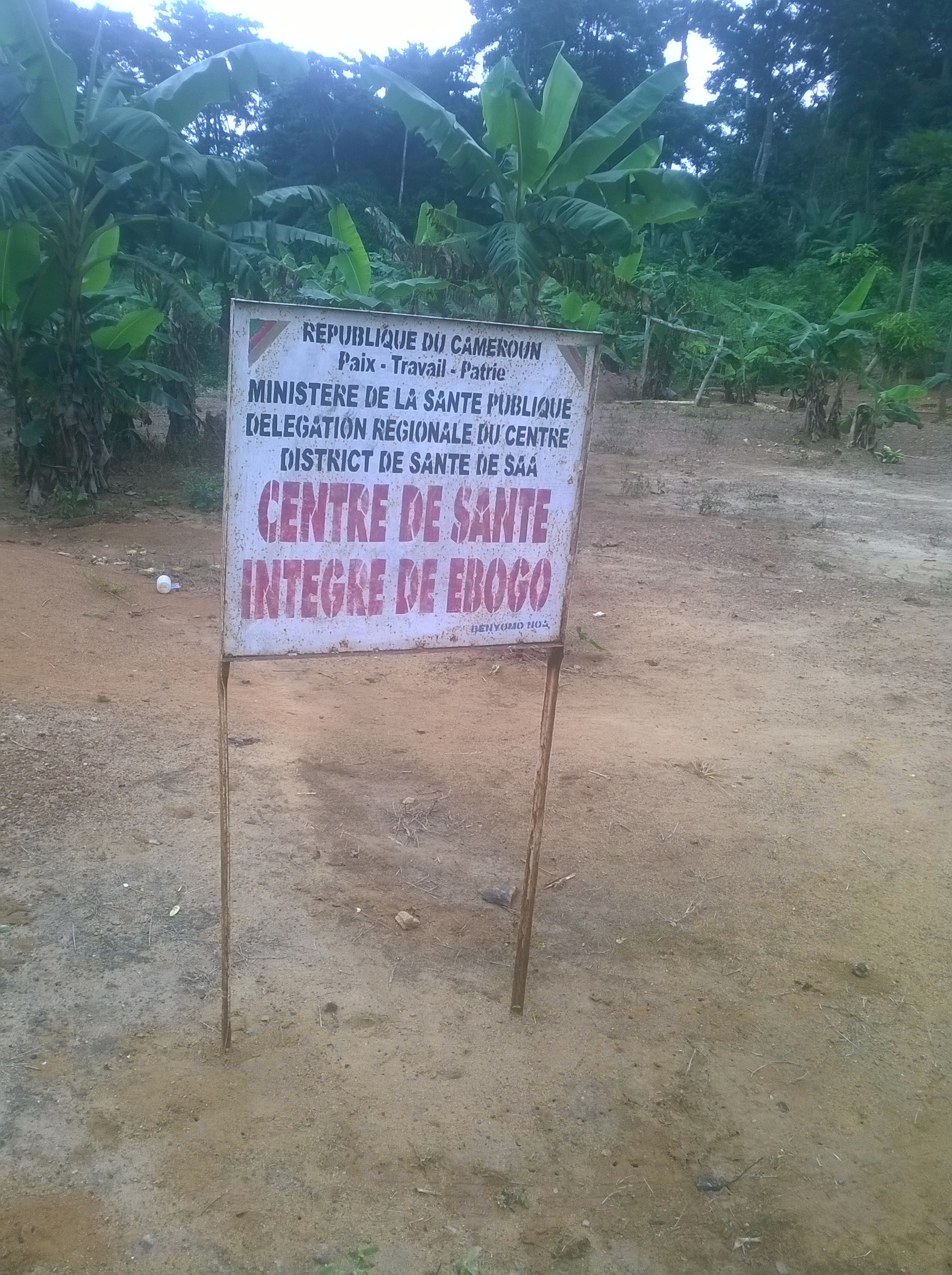
Centre de santé de Ebogo
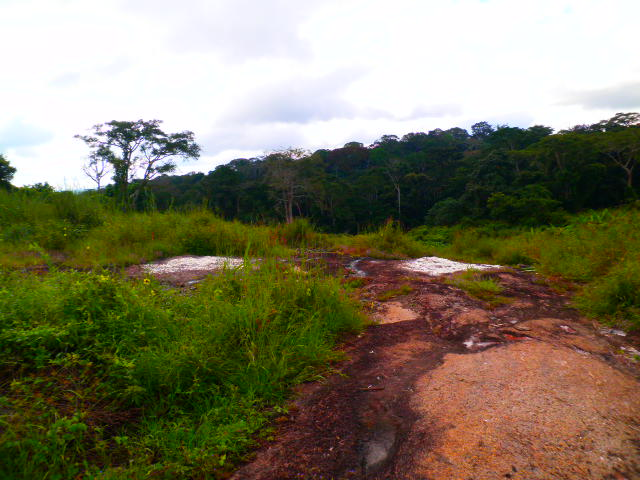
Colline à Ebogo
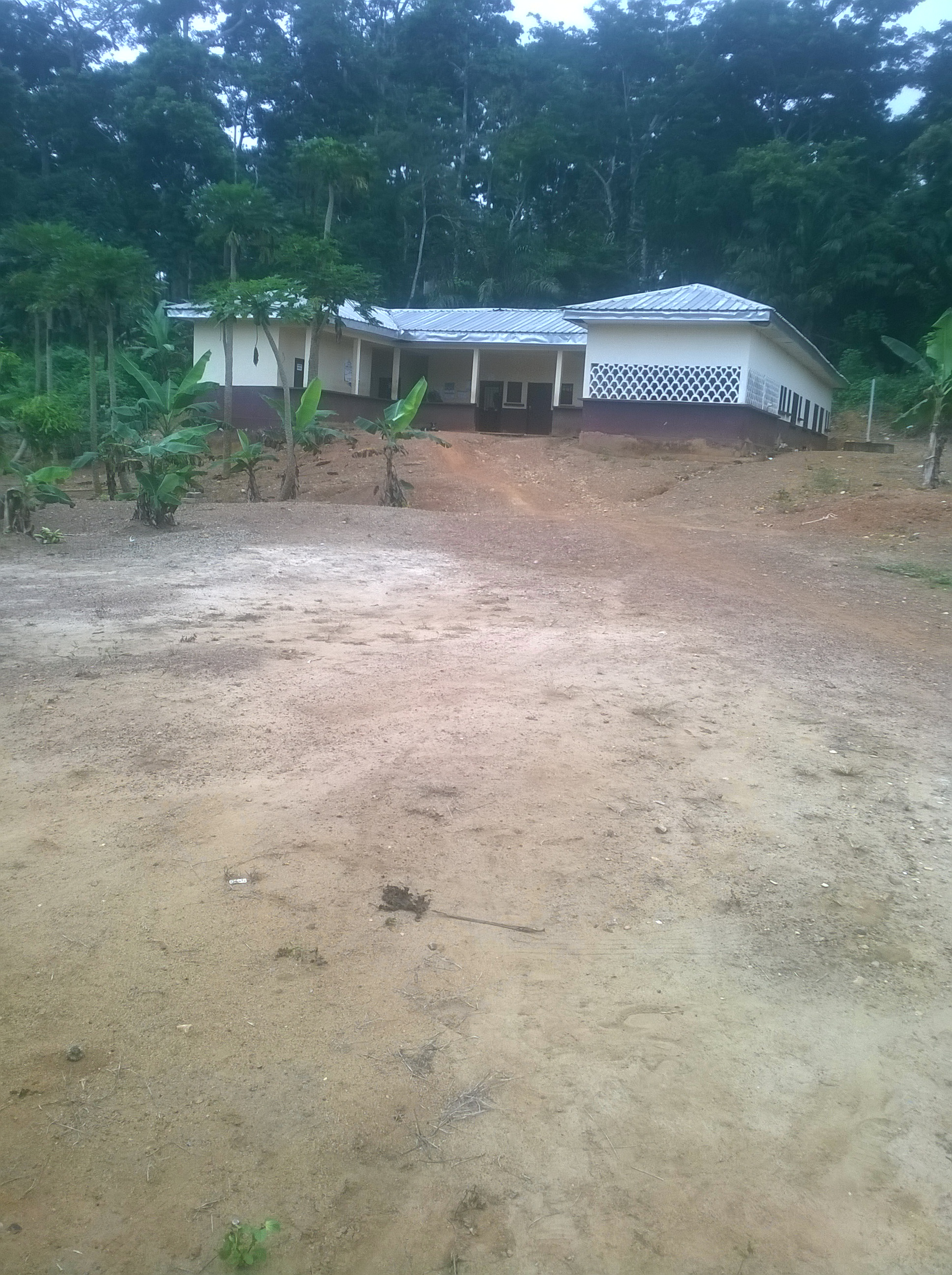
Centre de santé intègre de Ebogo
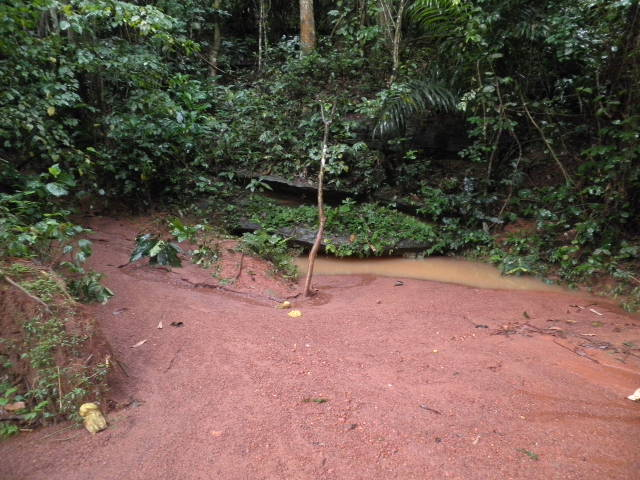
Petite rivière locale
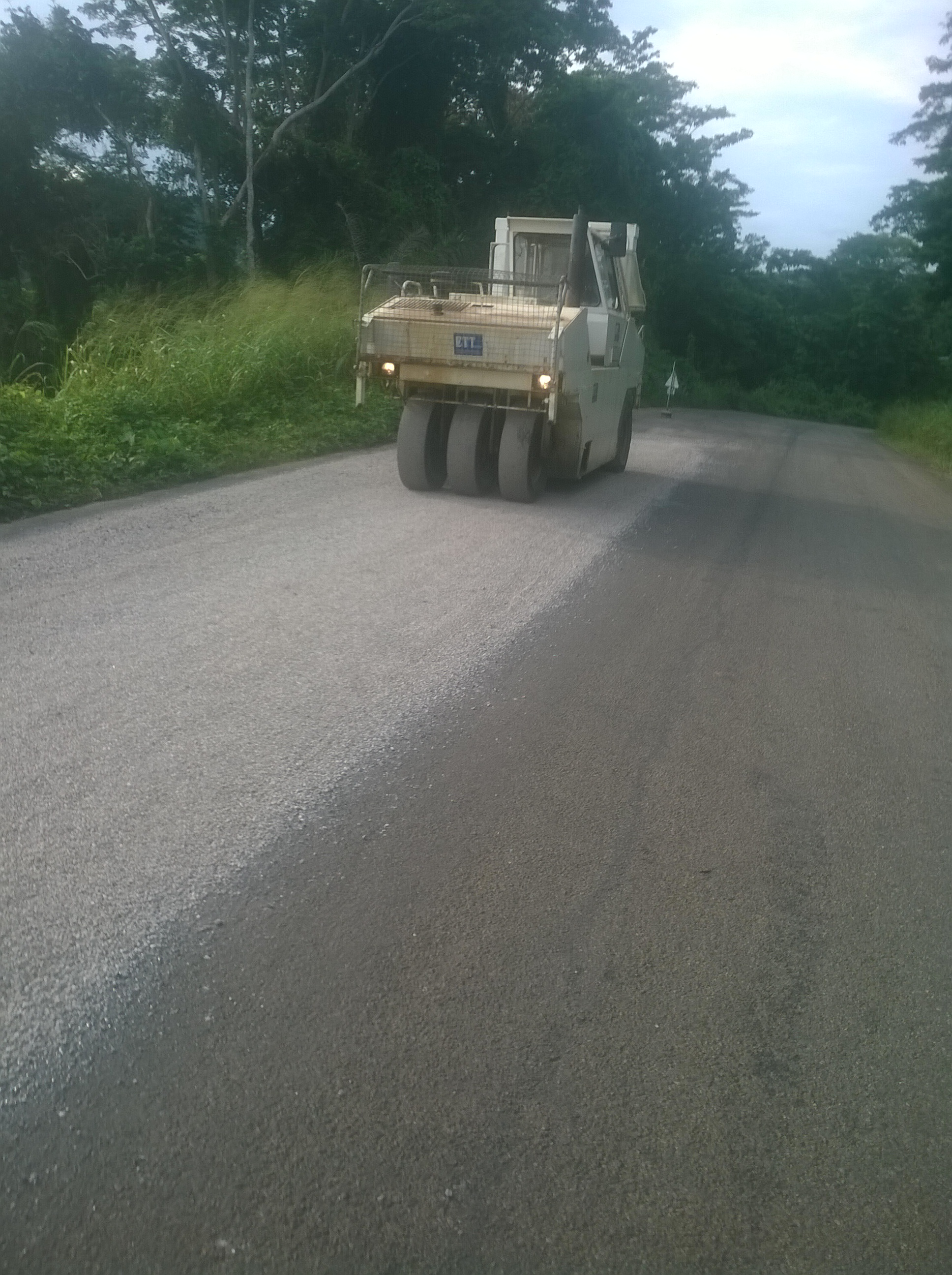
Travaux d'entretien de la route à Ebogo